# Perote (municipalité)
La municipalité de Perote est l'une des 212 municipalités de l'État de Veracruz, et est située dans la partie centrale de cet État. Située à l'ouest du golfe du Mexique, la municipalité est assise sur les contreforts de la Sierra Madre orientale, et se trouve à cheval entre deux bassins versants, celui du fleuve Río Antigua au sud, et celui du fleuve Río Nautla au nord. Elle s'appuie à l'est sur le volcan Cofre de Perote. Son chef-lieu est la ville éponyme de Perote. Elle est limitrophe à l'ouest et au sud de l'État de Puebla, et dépend de la région administrative de Capital, qui est une des 10 subdivisions administratives de l'État de Veracruz, et qui comprend sa capitale étatique, Xalapa.

## Géographie
La municipalité de Perote s'étend du nord au sud entre les bassins versants du fleuve Río Antigua au sud, qu'alimentent de petits ruisseaux descendants des pentes du volcan Cofre de Perote, et le fleuve Río Nautla, qui prend sa source sur les pentes nord du Cofre de Perote. La municipalité est également assise sur les contreforts de la chaîne de montagnes de la Sierra Madre orientale, et présente une altitude oscillant entre 340 et 4200 mètres. Son chef-lieu, la ville éponyme de Perote, se situe dans la partie nord de son territoire, à quelques distances du volcan, à l'ouest. Ce territoire couvre une superficie de 614,7 km2, et était peuplé en 2020 de 77 432 habitants, pour une densité de 126 habitants par km2.
Cette municipalité est limitrophe au nord de celles de Las Vigas de Ramírez, de Villa Aldama, d'Altotonga, de Jalacingo, et, dans l'État de Puebla, de celle de Xiutetelco, à l'ouest de celle de Tepeyahualco, et au sud de celles de Guadalupe Victoria et de Lafragua, et au sud-est et à l'est, à nouveau dans l'État de Veracruz, de celles d'Ayahualulco, de Xico, de Coatepec, d'Acajate.

## Composition et démographie
La municipalité était composée en 2020 de 61 localités, dont 6 étaient considérées comme urbaines, les autres étant rurales.
| Localité                    | Population |
| --------------------------- | ---------- |
| Perote                      | 42 451     |
| San Antonio Tenextepec      | 5141       |
| San Antonio Limón (Totalco) | 4810       |
| Los Molinos (San José)      | 3752       |
| La Gloria                   | 2719       |
| Reste des localités         | 18 559     |
| Population                  | 77 432     |

En plus de l'espagnol, plusieurs langues amérindiennes sont parlées dans la municipalité, dont les principales sont par ordre d'importance : le nahuatl, et dans une moindre mesure le ch'ol, le totonaque, le mixtèque, le huatesco, et le mazatèque.

## Histoire
Guadalupe Victoria, général et homme d'État mexicain, ayant combattu pendant la guerre d'indépendance, décède dans la ville de Perote le 21 mars 1843.

### Agriculture et élevage
La superficie des parcelles semées représentait en 2019 une surface totale de 17 416,5 hectares, parmi lesquels 13 682,5 hectares voués à la culture du maïs, 1286 hectares voués à la culture du haricot, et 1017 hectares voués à celle de la vicia faba, une plante herbacée cultivée pour ses graines.
En 2020, la production de viande par tonnes comprenait 123,1 tonnes de viande bovine, 30 603,8 tonnes de viande porcine, 119,8 tonnes de viande ovine, 87,6 tonnes de viande caprine, 89,7 tonnes de volailles, et 7,3 tonnes de dinde. La superficie vouée à l'élevage représentait alors 36 584 hectares.